# 雷公塔镇
雷公塔镇，是中华人民共和国湖南省常德市澧县下辖的一个乡镇级行政单位。

## 行政区划
雷公塔镇下辖以下地区：
岩头嘴社区、三星村、涔河村、陆家垱村、新堰村、涔北村、大河村、龙垱村、高山村、沙河堰村、齐心村、樟树堰村、千官村和缸窑村。